# フリオ・セサル・メンデス・モンテネグロ

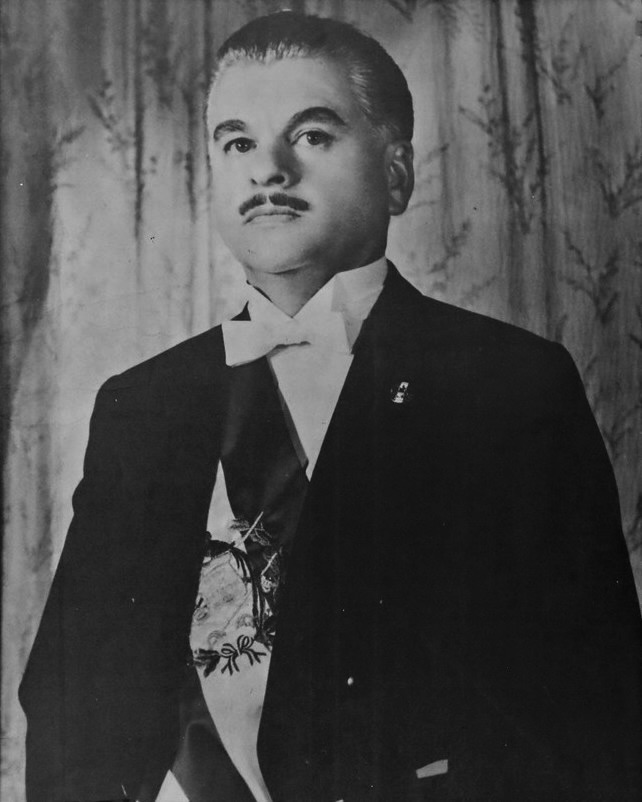
公式の肖像

フリオ・セサル・メンデス・モンテネグロ（Julio César Méndez Montenegro、1915年11月23日 - 1996年4月30日）はグアテマラの政治家で、1966年から1970年までグアテマラの大統領をつとめた。1954年から1985年までの軍人政権時代にあって唯一の民間人の大統領だったが、政治の実権は軍が握り、任期中にグアテマラ内戦は激化した。

## 生涯
メンデスはグアテマラシティで生まれ、法学の学位を取得した後、1950年にサン・カルロス大学で教え、後に法学部長をつとめた。
1944年のグアテマラ革命によってフアン・ホセ・アレバロ政権が成立すると、メンデスは行政副大臣・外交副大臣・大統領府長官を歴任した。またグアテマラ弁護士会の会長でもあった。
CIAの計画した1954年のクーデターでグアテマラ革命が潰された後、1958年の大統領選挙 (1958 Guatemalan general election) では左派の革命党(PR)から出馬したが落選した。
1966年の大統領選挙 (1966 Guatemalan general election) でふたたび革命党から出馬し、与党の制度的民主党(PID)や右派の国民解放運動(MLN)の候補を破って当選、7月1日に大統領に就任した。しかしながら就任にあたってメンデスは軍のすることに介入しないように制約がかけられており、大統領はお飾りで実権は軍に握られていた:363。
任期中にメンデスは右派のテロと左派のゲリラ活動の双方の脅威にさらされた。ゲリラ側が官僚や政治家を誘拐した一方で、軍は市民によるゲリラ支援を止めるために農民を大量に殺害し、またマノ・ブランカ (Mano Blanca) のような死の部隊を活動させた。メンデスは暴力、暗殺、誘拐を止めようとしたが、大した成功を得ることはできなかった。
ゲリラは北東のサカパ県およびイサバル県において警察や軍を襲うようになっていた。アムネスティ・インターナショナルによると、1966年10月にサカパ県とイサバル県で大規模なゲリラ弾圧が開始され、1968年3月までに3000人から8000人が殺害されたと報告されている:2-3。
1968年8月には武装反乱軍(FAR)のゲリラがグアテマラシティでアメリカ合衆国の大使ジョン・ゴードン・メイン (John Gordon Mein) を誘拐・射殺する事件が起きた:363。
なお、現在のグアテマラの国旗はメンデス大統領時代の1968年9月に制定された。
1970年7月1日に軍人出身のカルロス・アラナ・オソリオが大統領に就任すると、メンデスはメキシコ大使をつとめた。1996年にグアテマラシティで没した。